# Cartéolol
Le cartéolol est un bêtabloquant non cardiosélectif utilisé pour traiter le glaucome.
Il agit également comme antagoniste des récepteurs 5-HT1A et 5-HT1B de la sérotonine en plus d'être un bêta-bloquant.
Il a été breveté en 1972 et approuvé pour un usage médical en 1980.

## Voir également
- Bêta-bloquant